# 木村梨恵子
木村 梨恵子（きむら りえこ、1983年8月11日 - ）は、日本の女優。北海道旭川市出身。現在は株式会社エコーズに所属。

## 人物
北海道旭川市出身。
現在は株式会社エコーズに所属。趣味はオカリナ。

## 出演

### 映画
- テルマエロマエ2（監督：武内英樹）
- GAMERA 50周年記念映像（監督：石井克人）
- 魔法少年☆ワイルドバージン（監督：宇賀那健一）

### テレビ
テレビ朝日
- ドクターX〜外科医・大門未知子〜 第6話

フジテレビ
- 海月姫 第1話
- ゴーストライター 第6話

日本テレビ
- 奥様は取り扱い注意 第4話
- 偽装不倫 第6話

TBS
- Heaven? 〜ご苦楽レストラン〜 第2話

### CM

#### テレビ
- クボタ「壁がある。だから、行く。For Smiles./ミャンマー」篇
- 日本トリム「スライスofライフ」篇
- 福光屋 プレミアムライスミルク
- 保育士バンク
- すみだ水族館
- 小学館 キッズペディア
- 大正製薬 パブロンマスク365
- コカ・コーラ ジョージアヨーロピアン
- テレビ埼玉 「ユニホーム」篇
- 第一生命 安心の定期検診
- ファンケル クレンジング
- SUZUKI スペーシア 「女性の願い」篇
- 第一三共 クリーンデンタル
- au 「もったいないおばけ」篇
- ファミリーマート ファミコレ
- マクドナルド

#### ウェブ
- せいかつクラブ
- 日本通運 引っ越しサービス
- 神戸ハーバーランド
- 岡村製作所
- パナソニック

### MV
- Base Ball Bear「Flame」
- 離婚伝説「紫陽花」[2]

### 舞台
- さよなら宇田川町プロデュース「ライラック」（作・演出：河西裕介）
- ジエン社 実験公演「いつか私たちきっとそこきっとそこで、そこに」（作・演出：山本健介）
- 熱帯◎カジュアル「抵抗者たち」（作・演出：黒川麻衣）
- オフィス上の空6団体プロデュース「1つの部屋のいくつかの生活」参加作品
- Straw&Berry「サイケデリック」